# 相良武任
相良武任（1498年—1551年），日本戰國時代武將。大內氏家臣。父親是相良正任。

## 生平

### 出身
相良氏本姓藤原氏，家系是藤原南家之一，肥後國國人相良氏的一門。一說父親正任是在室町時代的相良氏家督爭奪時被下相良氏的相良長續擊敗的上相良氏的相良賴觀的兒子「鬼太郎」，著有『正任記』。
在明應7年（1498年）出生，家中長男。仕於大內義隆，擔任右筆、奉行人，負責統制國人、抑制守護代的權力、強化大名權力。行政能力受到義隆信任。天文6年（1537年），敘任從五位下，被列為評定眾。

### 與武斷派對立
天文10年（1541年），反對陶隆房（後來的陶晴賢）遠征出雲國，以此為契機，與隆房對立。這次出雲遠征（月山富田城之戰）以失敗告終後，大內家中得到主導立場，得到義隆信任，於是形成文治派，並與武斷派的陶隆房、內藤興盛等人對立。
天文14年（1545年），被隆房等人反擊而失勢，出家並在肥後隱居，不過在天文17年（1548年），因為義隆邀請而再次出仕。天文19年（1550年），與隆房的對立日漸嚴重，甚至被密謀暗殺，因為在事前察知並密告義隆，成功逃難。此後，為了回避與隆房的對立，於是提出以美貌知名的女兒嫁予陶長房（隆房的嫡男）等，不過因為全部失敗，於是在同年9月16日，再度從大內家中出奔。
天文20年（1551年）1月，在筑前國被筑前守護代杉興連扣留，並令其返回周防。此時，寫下「相良武任申狀」向義隆辯解，在狀中告知「隆房、興盛等人企圖謀反」，連杉重矩亦被告發，於是與武斷派完全破裂，在8月10日再次從大內家中出奔。8月20日，在陶隆房發起謀反後，與杉興連一同在花尾城中被受隆房命令的野上房忠殺害（大寧寺之變）。享年54歲。
辭世歌是

## 人物
- 行政能力被『大內義隆記』中評價為「全才優秀」（よろず才覚人にすぐれ），文治派的形成被認為是因為義隆企圖強化大名權力。

- 另一方面，『大內義隆記』中亦評價為「中傷老臣們的奸臣」（老臣らを讒訴する奸臣）。而大友氏重臣戶次鑑連（後來的立花道雪）在評論大寧寺之變時，留下「欠缺思慮的義隆，比起說理的陶隆房，更偏愛無道的相良武任」（思慮を欠いた義隆が、道理を説いている陶隆房より、無道を企てた相良武任を贔屓した）的話語（『立花家文書』）。